# Kaavinkoski kanal

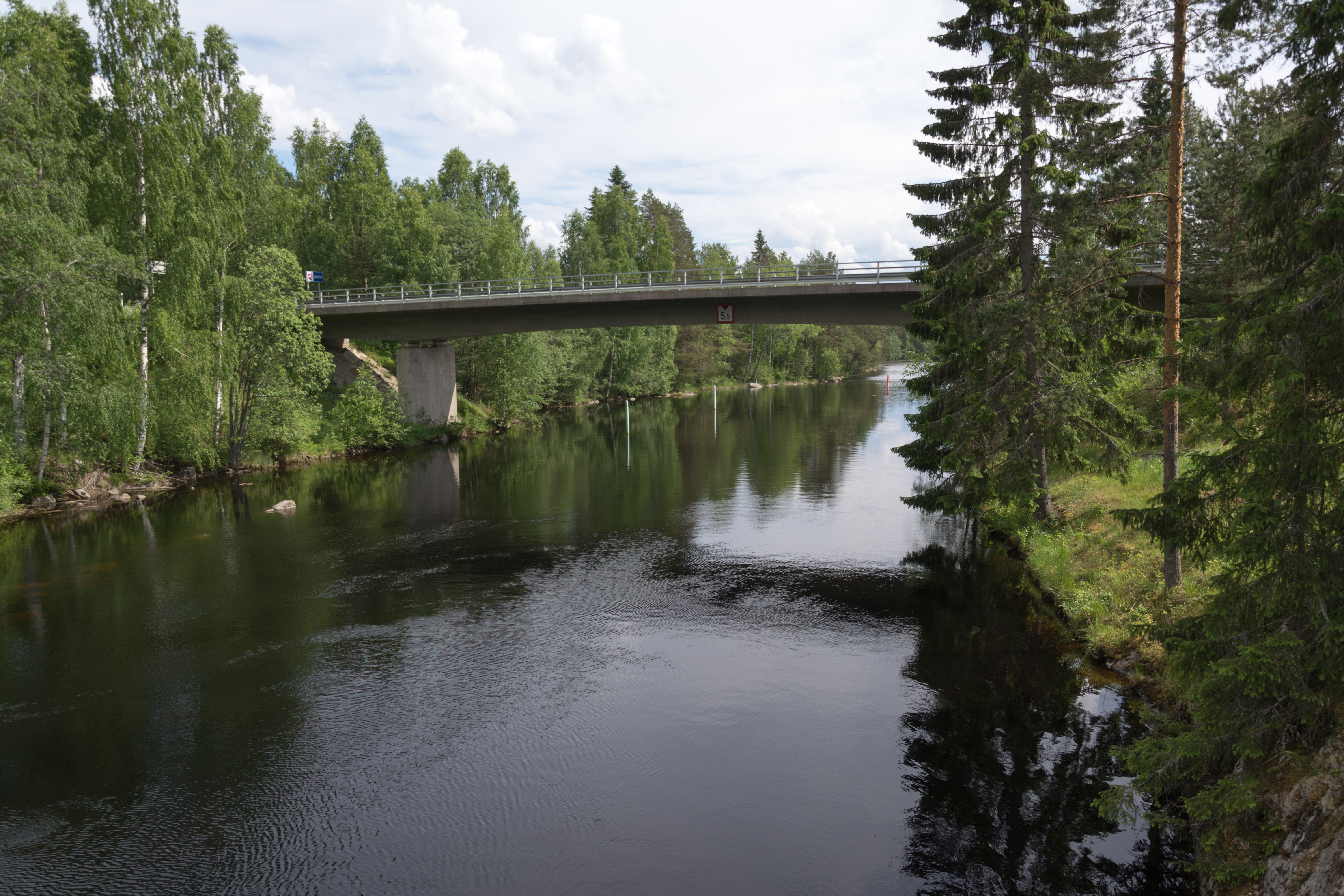
Kaavinkoski kanal

Kaavinkoski kanal (på finska Kaavinkosken kanava) är en 400 m lång kanal som förbinder Rikkavesi sjö och Kaavinjärvi sjö i Kaavi kommun, i Norra Savolax i Finland. 
Kanalen byggdes i början av 1900-talet. Bron över kanalen var öppningsbar fram till 1960-talet då den ersattes med en fast bro. 
Kaavinkoski kanal är 7,1 meter bred och 1,5 meter djup. Masthöjd är 5,5 meter.
På kanalområdet finns en brovaktarstuga med trädgård.